# 尾上町 (名古屋市)
尾上町（おのえちょう）は、愛知県名古屋市北区の地名。丁番を持たない単独町名である。住居表示未実施。

## 地理
名古屋市北区の東部に位置する。東は織部町、西は瑠璃光町、南は下飯田町、北は辻町字流・上飯田西町に接する。

## 歴史

### 町名の由来
未詳。

### 沿革
- 1932年（昭和7年）9月1日 - 東区下飯田町の一部（字下ノ町・流の各一部）により[1]、東区尾上町として成立[2]。
- 1944年（昭和19年）2月11日 - 北区成立により同区尾上町となる[2]。

## 世帯数と人口
2019年（平成31年）1月1日現在の世帯数と人口は以下の通りである。
| 町丁   | 世帯数    | 人口    |
| ------ | --------- | ------- |
| 尾上町 | 1,588世帯 | 2,782人 |

### 人口の変遷
国勢調査による人口の推移
| 2000年（平成12年） | 2,164人 | [ WEB 6 ] |  |
| 2005年（平成17年） | 2,322人 | [ WEB 7 ] |  |
| 2010年（平成22年） | 2,852人 | [ WEB 8 ] |  |
| 2015年（平成27年） | 2,802人 | [ WEB 9 ] |  |

## 学区
市立小・中学校に通う場合、学校等は以下の通りとなる。また、公立高等学校に通う場合の学区は以下の通りとなる。
| 番・番地等 | 小学校               | 中学校               | 高等学校 |
| ---------- | -------------------- | -------------------- | -------- |
| 全域       | 名古屋市立名北小学校 | 名古屋市立若葉中学校 | 尾張学区 |

## 施設
- UR尾上団地
- 名古屋市尾上保育園

1976年（昭和51年）4月1日設置の名古屋市立保育園。（『総合名古屋市年表』では、同年4月7日開園とする。）
- DCM瑠璃光店
- ナフコトミダ瑠璃光店（敷地の一部）
- かつては町域南部にダイドーゴルフセンター（ゴルフ練習場）があったが、現在は前掲のホームセンター・スーパーマーケット・マンションになっている。

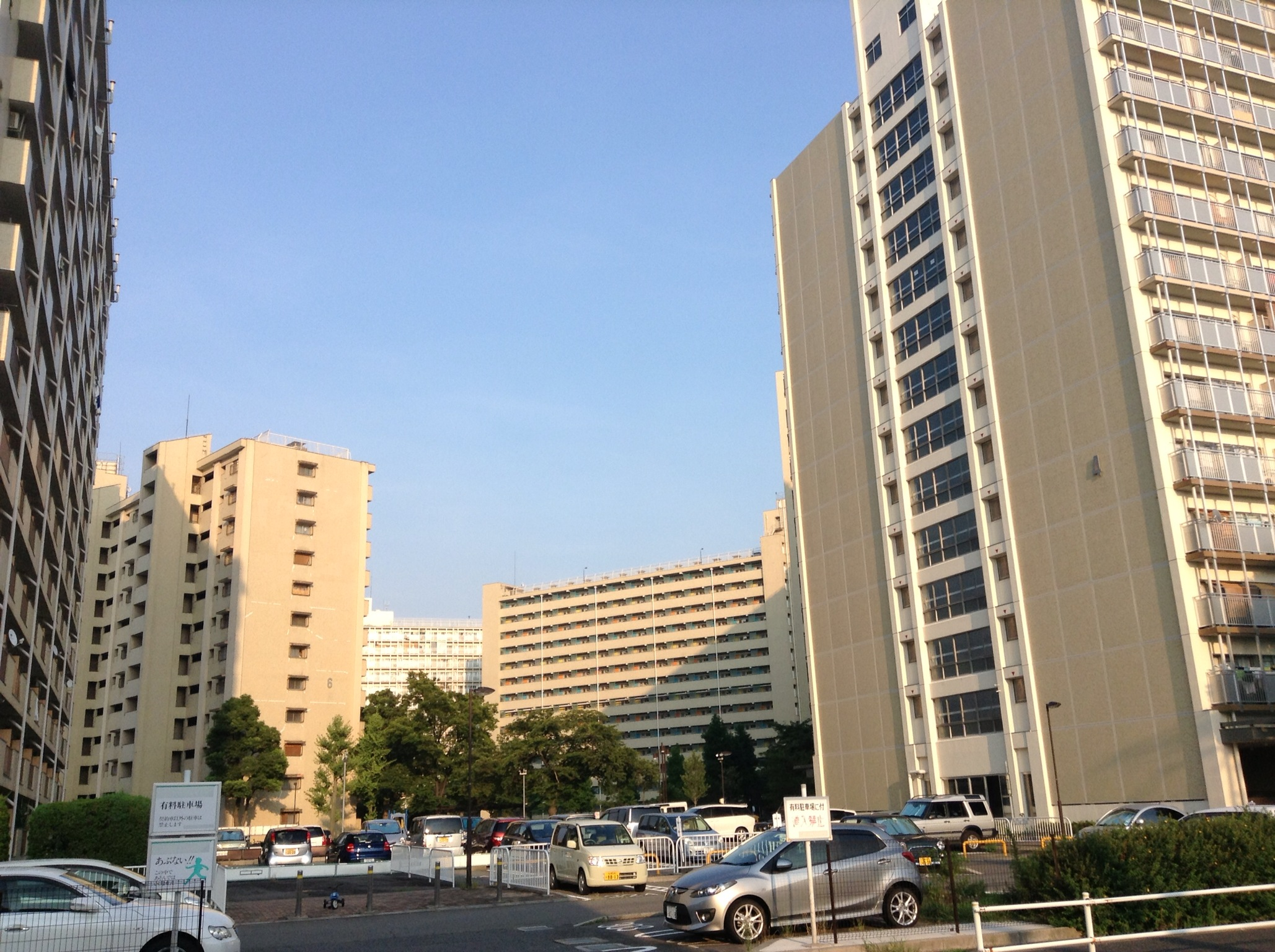
尾上団地

## その他

### 日本郵便
- 郵便番号 : 462-0863[WEB 3]（集配局：名古屋北郵便局[WEB 12]）。

### WEB
1. ↑  “愛知県名古屋市北区の町丁・字一覧”.   人口統計ラボ. 2017年10月7日閲覧。
2. 1 2  “町・丁目(大字)別、年齢(10歳階級)別公簿人口(全市・区別)”.   名古屋市 (2019年1月23日). 2019年1月23日閲覧。
3. 1 2  “郵便番号”.  日本郵便. 2019年1月6日閲覧。
4. ↑  “市外局番の一覧”.   総務省. 2019年1月6日閲覧。
5. ↑  名古屋市役所市民経済局地域振興部住民課町名表示係 (2015年10月21日). “北区の町名一覧”.   名古屋市. 2017年10月7日閲覧。
6. ↑  名古屋市役所総務局企画部統計課統計係 (2005年7月1日). “（刊行物）名古屋の町(大字)・丁目別人口 (平成12年国勢調査) 北区” (xls). 2017年10月8日閲覧。
7. ↑  名古屋市役所総務局企画部統計課統計係 (2007年6月29日). “平成17年国勢調査　名古屋の町(大字)別・年齢別人口 北区” (xls). 2017年10月8日閲覧。
8. ↑  名古屋市役所総務局企画部統計課統計係 (2012年6月29日). “平成22年国勢調査　名古屋の町(大字)別・年齢別人口 北区” (xls). 2017年10月8日閲覧。
9. ↑  名古屋市役所総務局企画部統計課統計係 (2017年7月7日). “平成27年国勢調査　名古屋の町(大字)別・年齢別人口” (xls). 2017年10月8日閲覧。
10. ↑  “市立小・中学校の通学区域一覧”.   名古屋市 (2018年11月10日). 2019年1月14日閲覧。
11. ↑  “平成29年度以降の愛知県公立高等学校（全日制課程）入学者選抜における通学区域並びに群及びグループ分け案について”.   愛知県教育委員会 (2015年2月16日). 2019年1月14日閲覧。
12. ↑  郵便番号簿 平成29年度版 - 日本郵便. 2019年01月06日閲覧 (PDF)

### 文献
1. ↑  名古屋市北区役所市民室 1979, p. 53.
2. 1 2  「角川日本地名大辞典」編纂委員会編 1989, p. 338.
3. ↑  名古屋市子ども青少年局子育て家庭部保育課 2007, p. 90.
4. ↑  名古屋市会事務局 1995, p. 46.